# Tommy F. Robinson
Tommy Franklin Robinson (ur. 7 marca 1942 w Little Rock, zm. 10 lipca 2024 w Forrest City) – amerykański polityk, członek Partii Demokratycznej do 1989, a następnie Partii Republikańskiej.

## Działalność polityczna
W okresie od 3 stycznia 1985 do rezygnacji 31 stycznia 1990 przez trzy kadencje był przedstawicielem 2. okręgu wyborczego w stanie Arkansas w Izbie Reprezentantów Stanów Zjednoczonych.